# كأس ليختنشتاين 2008–09
كأس ليختنشتاين 2008–09 هو الموسم 64 من كأس ليختنشتاين. أقيم بتاريخ 26 أغسطس 2008، وأشرف على تنظيمه اتحاد ليختنشتاين لكرة القدم، وكان عدد الأندية المشاركة فيه 18، وفاز فيه نادي فادوتس.